# Stictoptera ferromixta
Stictoptera ferromixta là một loài bướm đêm trong họ Noctuidae.